# Football Club Messina Peloro 1999-2000
Questa voce raccoglie le informazioni riguardanti il Football Club Messina Peloro nelle competizioni ufficiali della stagione 1999-2000.

## Stagione
Nella stagione 1999-2000 il Messina disputa il girone C del campionato di Serie C2, lo vince con 70 punti ed ottiene la promozione diretta in Serie C1, staccando le seconde di dodici punti. La seconda promossa è stata a sorpresa L'Aquila, che ha vinto i Playoff. Partita con i favori dei pronostici dopo l'eccellente campionato scorso, il Messina del confermato Stefano Cuoghi si dimostra sul campo la migliore del campionato, facendo perno su una difesa ferrea che subisce 13 reti in 34 partite. In attacco Vittorio Torino non segna più a raffica come la stagione scorsa, ma con 10 reti risulta ancora il miglior marcatore dei peloritani. Nella Coppa Italia di Serie C il Messina disputa il girone Q, che è stato vinto dal Crotone, i giallorossi vi colgono quattro pareggi.

## Rosa
| N. |                   | Ruolo | Calciatore         |
| -- | ----------------- | ----- | ------------------ |
|    | Italia (bandiera) | P     | Giuseppe Alberga   |
|    | Italia (bandiera) | P     | Emanuele Manitta   |
|    | Italia (bandiera) | P     | Vincenzo Marruocco |
|    | Italia (bandiera) | P     | Alessandro Quarta  |
|    | Italia (bandiera) | D     | Salvatore Accursi  |
|    | Italia (bandiera) | D     | Alessandro Bertoni |
|    | Italia (bandiera) | D     | Luigi Corino       |
|    | Italia (bandiera) | D     | Leo Criaco         |
|    | Italia (bandiera) | D     | Cosimo De Blasio   |
|    | Italia (bandiera) | D     | Fabio Di Fausto    |
|    | Italia (bandiera) | D     | Manuel Milana      |
|    | Italia (bandiera) | D     | Tommaso Sansone    |
|    | Italia (bandiera) | D     | Pietro Sportillo   |

| N. |                   | Ruolo | Calciatore          |
| -- | ----------------- | ----- | ------------------- |
|    | Italia (bandiera) | C     | Enrico Buonocore    |
|    | Italia (bandiera) | C     | Loris Del Nevo      |
|    | Italia (bandiera) | C     | Roberto Magnani     |
|    | Italia (bandiera) | C     | Salvatore Marra     |
|    | Italia (bandiera) | C     | Antonio Obbedio     |
|    | Italia (bandiera) | C     | Dario Arena         |
|    | Italia (bandiera) | C     | Pietro Rubino       |
|    | Italia (bandiera) | C     | Michele Scaringella |
|    | Italia (bandiera) | A     | Antonio Barbera     |
|    | Italia (bandiera) | A     | Dario Di Giannatale |
|    | Italia (bandiera) | A     | Roberto Pasca       |
|    | Italia (bandiera) | A     | Giovanni Rossi      |
|    | Italia (bandiera) | A     | Vittorio Torino     |

## Risultati

### Campionato

#### Girone di andata
| Arbitro: | P. Rossi (Forlì) |

|              |           |               |
| Cetronio 73’ | Marcatori | 55’ Di Fausto |

| Arbitro: | Nicoletti (Macerata) |

|           |           |  |
| Pasca 77’ | Marcatori |  |

| Arbitro: | Benedetti (Vicenza) |

|                              |           |  |
| G. Rossi 46’ Scaringella 53’ | Marcatori |  |

| L'Aquila 26 settembre 1999 4ª giornata | L’Aquila            | 0 – 0 | Messina | Stadio Tommaso Fattori\| Arbitro: \| Giannoccaro (Lecce) \| |
| Arbitro:                               | Giannoccaro (Lecce) |       |         |                                                             |

| Arbitro: | Palmieri (Cosenza) |

|               |           |  |
| Di Fausto 78’ | Marcatori |  |

| Arbitro: | D'Aguanno (Marsala) |

|  |           |               |
|  | Marcatori | 57’ Di Fausto |

| Arbitro: | Battistella (Conegliano) |

|                         |           |  |
| G. Rossi 10’ Milana 48’ | Marcatori |  |

| Francavilla sul Sinni 24 ottobre 1999 8ª giornata | Chieti                 | 0 – 0 | Messina | Stadio di Valle Anzuca\| Arbitro: \| M. Mazzoleni (Bergamo) \| |
| Arbitro:                                          | M. Mazzoleni (Bergamo) |       |         |                                                                |

| Messina 31 ottobre 1999 9ª giornata | Messina            | 0 – 0 | Foggia | Stadio Giovanni Celeste\| Arbitro: \| Cannella (Palermo) \| |
| Arbitro:                            | Cannella (Palermo) |       |        |                                                             |

| Arbitro: | Niccolai (Livorno) |

|  |           |               |
|  | Marcatori | 19’ Di Fausto |

| Arbitro: | Valensin (Milano) |

|                                   |           |  |
| Corino 65’ (rig.) Scaringella 91’ | Marcatori |  |

| Arbitro: | Romeo (Verona) |

|                 |           |                        |
| Gagliardini 58’ | Marcatori | 34’ (rig.), 68’ Torino |

| Arbitro: | De Marco (Chiavari) |

|                               |           |  |
| Bertoni 22’ Torino 42’ (rig.) | Marcatori |  |

| Gela 5 dicembre 1999 14ª giornata | Juveterranova Gela | 0 – 0 | Messina | Stadio Vincenzo Presti\| Arbitro: \| Cenni (Imola) \| |
| Arbitro:                          | Cenni (Imola)      |       |         |                                                       |

| Arbitro: | Bergonzi (Genova) |

|                                           |           |  |
| Torino 8’ G. Rossi 12’ Menna 90+5’ (aut.) | Marcatori |  |

| Arbitro: | Zenere (Schio) |

|                                       |           |                          |
| Benincasa 42’ De Leonardis 50’ (rig.) | Marcatori | 18’ Bertoni 20’ G. Rossi |

| Arbitro: | Morganti (Ascoli Piceno) |

|            |           |           |
| Torino 57’ | Marcatori | 5’ Corona |

#### Girone di ritorno
| Arbitro: | Benedetti (Vicenza) |

|                                |           |                |
| Torino 62’ (rig.) G. Rossi 89’ | Marcatori | 90+2’ Acampora |

| Arbitro: | Ambrosino (Torre del Greco) |

|             |           |                                                 |
| Marsich 40’ | Marcatori | 15’ G. Rossi 30’ Torino 64’ Magnani 71’ Ciriaco |

| Arbitro: | Trefoloni (Siena) |

|                   |           |  |
| Di Domenico 90+1’ | Marcatori |  |

| Arbitro: | Cuttica (Alessandria) |

|              |           |  |
| G. Rossi 67’ | Marcatori |  |

| Arbitro: | Girardi (San Donà di Piave) |

|  |           |               |
|  | Marcatori | 55’ Buonocore |

| Arbitro: | Cruciani (Pesaro) |

|            |           |  |
| Torino 65’ | Marcatori |  |

| Battipaglia 20 febbraio 2000 24ª giornata | Battipagliese  | 0 – 0 | Messina | Stadio Luigi Pastena\| Arbitro: \| Pieri (Genova) \| |
| Arbitro:                                  | Pieri (Genova) |       |         |                                                      |

| Arbitro: | N. Ayroldi (Molfetta) |

|                            |           |  |
| G. Rossi 59’ Buonocore 89’ | Marcatori |  |

| Arbitro: | Palmieri (Cosenza) |

|  |           |                 |
|  | Marcatori | 44’ Scaringella |

| Messina 19 marzo 2000 27ª giornata | Messina         | 0 – 0 | Giugliano | Stadio Giovanni Celeste\| Arbitro: \| Ioseffi (Siena) \| |
| Arbitro:                           | Ioseffi (Siena) |       |           |                                                          |

| Arbitro: | Girardi (San Donà di Piave) |

|               |           |               |
| Novello 90+1’ | Marcatori | 90+4’ Manitta |

| Arbitro: | Tonolini (Milano) |

|                        |           |                  |
| Torino 63’ (rig.), 69’ | Marcatori | 69’ G. Del Prete |

| Acireale 16 aprile 2000 30ª giornata | Acireale          | 0 – 0 | Messina | Stadio Tupparello\| Arbitro: \| Rizzoli (Bologna) \| |
| Arbitro:                             | Rizzoli (Bologna) |       |         |                                                      |

| Arbitro: | Brighi (Cesena) |

|           |           |  |
| Milana 4’ | Marcatori |  |

| Arbitro: | Vicinanza (Albenga) |

|             |           |  |
| Arancio 17’ | Marcatori |  |

| Arbitro: | De Marco (Chiavari) |

|              |           |            |
| Del Nevo 45’ | Marcatori | 65’ Kamara |

| Arbitro: | Rossomandro (Salerno) |

|             |           |             |
| Vadacca 25’ | Marcatori | 48’ Bertoni |

### Coppa Italia

#### Girone Q
| Arbitro: | D'Aguanno (Marsala) |

|                   |           |               |
| Torino 57’ (rig.) | Marcatori | 59’ Calvaresi |

| Catanzaro 25 agosto 1999 2ª giornata | Catanzaro                   | 0 – 0 | Messina | Stadio Nicola Ceravolo\| Arbitro: \| Ambrosino (Torre del Greco) \| |
| Arbitro:                             | Ambrosino (Torre del Greco) |       |         |                                                                     |

| Arbitro: | Giordano (Caltanissetta) |

|                   |           |                 |
| Grieco 78’ (rig.) | Marcatori | 76’ Petruzzelli |

| 1° settembre 1999 4ª giornata |  | – Turno di riposo Messina |  |  |

| Arbitro: | Ferraro (Crotone) |

|              |           |          |
| Borrotzu 18’ | Marcatori | 9’ Pasca |